# Rock With’cha
A Rock Wit'cha című kislemez az 5. kimásolt dal az amerikai R&B énekes Bobby Brown Don't Be Cruel című albumáról. A dal remix változata szerepel Brown Dance!...Ya Know It! című lemezén is. A dal a 7. helyig jutott az amerikai Billboard Hot 100-as listán 1989-ben.
A dal limitált picture disc 7-es kislemezen is megjelent az Egyesült Királyságban, ahol a B oldalon a Seventeen című dal kapott helyet. A dalhoz tartozó videóklipet Bostonban forgatták.

## Feldolgozások
- A dal szerepel Bobby V Fly on the Wall 2011-es albumán is.[2]
- A dalt az American Idol című műsorban Ruben Studdard is előadta 2011-ben.

## Megjelenések
12" Egyesült Államok  MCA 23951
1. Rock Wit'Cha (Extended Version) . 5:36
2. Rock Wit'Cha (Instrumental) - 4:47
3. Rock Wit'Cha (Suite) - 4:47

CD Single Egyesült Királyság  DMCAT 1367
1. Rock Wit' Cha (7" version) - 4:20
2. Seventeen - 4:15
3. Rock Wit'Cha (Extended Version) . 5:36

## Slágerlista
| Slágerlista (1989)                                  | Legmagasabb helyezés |
| --------------------------------------------------- | -------------------- |
| Írország Singles chart                              | 13                   |
| Kanada (RPM)                                        | 14                   |
| Egyesült Királyság                                  | 33                   |
| Egyesült Államok Billboard Hot 100                  | 7                    |
| Egyesült Államok Hot Dance Music/Maxi-Singles Sales | 8                    |
| Egyesült Államok Top R&B Singles                    | 3                    |
| Egyesült Államok Adult Contemporary                 | 28                   |